# CrazySexyCool
CrazySexyCool es el segundo álbum del grupo femenino estadounidense TLC lanzado el 15 de noviembre de 1994.

## Track listing
1. "Intro-Lude" (featuring Phife Dawg) – 1:01 (Jermaine Dupri)
2. "Creep" – 4:28 (Dallas Austin)
3. "Kick Your Game" – 4:14 (Dupri, Lopes, Seal)
4. "Diggin' on You" – 4:14 (Babyface)
5. "Case of the Fake People" – 4:04 (Dallas Austin)
6. "Crazy Sexy Cool - Interlude" – 1:42 (Combs, Thompson, Watkins)
7. "Red Light Special" – 5:04 (Babyface)
8. "Waterfalls" – 4:39 (Lopes, Ethridge, Organized Noize)
9. "Intermission-Lude" – 0:43 (Dupri)
10. "Let's Do It Again" – 4:16 (Babyface, Jon John)
11. "If I Was Your Girlfriend" (Prince cover) – 4:36
12. "Sexy - Interlude" (featuring Puff Daddy) – 1:34 (Combs, Thomas)
13. "Take Our Time" – 4:33 (Hennings, Killings)
14. "Can I Get a Witness - Interlude" (featuring Busta Rhymes) – 2:57 (Combs, Rhymes, Thomas)
15. "Switch" – 3:30 (Dupri, Lopes, Seal)
16. "Sumthin' Wicked This Way Comes" (featuring André 3000) – 4:23 (Benjamin, Lopes, Ethridge, Organized Noize)

## Listas y certificaciones
| Listas (1994)                         | Proveedor              | Posición | Certificación |
| ------------------------------------- | ---------------------- | -------- | ------------- |
| Canadian Albums Chart                 | CRIA/Nielsen SoundScan |          | 8× Platinum   |
| UK Albums Chart                       | BPI                    | 4        | Platinum      |
| U.S. Billboard 200                    | Billboard              | 3        | 11× Platinum  |
| U.S. Billboard Top R&B/Hip-Hop Albums | Billboard              | 2        | 11× Platinum  |

### Fin de año
| Listas (1990–1999) | Posición |
| ------------------ | -------- |
| U.S. Billboard 200 | 25       |

## Créditos
- L.A. Reid – productor
- Rico Lumpkins – ingeniero
- Leslie Brathwaite – ingeniero
- Tionne "T-Boz" Watkins – voz
- Rozonda "Chilli" Thomas – voz
- Lisa "Left Eye" Lopes – voz
- Debra Killings – voz de respaldo
- Dave Way – mezclador